# Bugio (dança)
O bugio ou bugiu é um ritmo musical típico do Rio Grande do Sul, com origens no fim do século XIX, na cidade de São Francisco de Assis, no oeste.  No bugio, o acordeonista realiza um toque característico chamado "sincopado", com a execução de som em um tempo fraco prolongando até o tempo forte, em um compasso binário simples. Esse toque foi desenvolvido a partir da imitação do som do macaco bugio, nativo de diversas regiões do Estado, vindo daí o seu nome.
Era uma dança realizada em pares, compostos por peões e chinas indígenas, sob qualquer som musical da época. No início do século XX já era dançado ao som de gaita de botão, mas ainda como dança não social. Na década de 1950, o bugio foi aprimorado com arranjos de gaitas apianadas e, na década de 1960, passou a ter letra própria, enfocando a presença do macaco bugio no contexto da letra.
Atualmente o bugio é uma dança de salão e deu origem a grandes festivais, como Ronco do Bugio, em São Francisco de Paula, e Querência do Bugio, em São Francisco de Assis.
Desde 2025, é patrimônio cultural imaterial do Rio Grande do Sul.